# Grigorij Leps
Grigorij Leps (ros. Григорий Лепс), właśc. Grigorij Wiktorowicz Lepswieridze (ros. Григорий Викторович Лепсверидзе; ur. 16 lipca 1962 w Soczi) – rosyjski piosenkarz pochodzenia gruzińskiego, Zasłużony Artysta Federacji Rosyjskiej (2011).

## Życiorys
Urodził się 16 lipca 1962 w Soczi, pochodzi z rodziny o gruzińskich korzeniach. Ukończył naukę w szkole muzycznej w klasie instrumentów perkusyjnych. Po odbyciu służby wojskowej zaczął grać i śpiewać w zespołach rockowych. W tym czasie zmagał się z alkoholizmem i uzależnieniem od narkotyków. Po przeprowadzce do Moskwy porzucił nałogi i zaczął śpiewać w lokalnych restauracjach, gdzie zarabiał na życie aż do czasu podpisania pierwszego kontraktu płytowego. 
W 1995 wydał debiutancki album studyjny pt. Chrani was Bog. Płytę promował singlem „Natali”, który stał się popularny w Rosji. Dwa lata później premierę miał jego drugi krążek studyjny pt. Czelaja żizn, na którym znalazły się m.in. single „Cziżik” i „Gołolied”. W 2000 wydał trzeci album pt. Thank You People, który promował singlami „Szelest” i „Nu i czto”.  W tym samym roku przeszedł operację z powodu utraty głosu. 
W 2002 premierę miała jego czwarta płyta studyjna pt. Na strunach dożdia, na której znalazł się m.in. singiel „Rumka wodki na stolie”. W 2004 wydał album pt. Parus zawierający rockowe covery utworów Władimira Wysockiego. Rok później premierę miał jego pierwszy album kompilacyjny pt. Izbranoje... 10 liet, na którym znalazły się największe przeboje z jego repertuaru. W 2006 wydał dwie płyty studyjne: Labirint i W czentre zemli. Rok później wydał dwie składanki przebojów: Ja żywoj i Wsia moja żiżn – doroga, a także koncertowy album pt. Wtoroj, który zawierał nagrania z koncertu Lepsa w Kremlinie.

## Życie prywatne
Żonaty z tancerką Anną.